# Maldras
Maldras (ou Madras) est le roi du royaume suève, au nord-ouest de la péninsule ibérique, de 457 à 459.

## Biographie
Il assassine Agiulf, roi placé à la tête du royaume suève par Théodoric II, en juin 457, et prend sa place à la tête de la partie sud du royaume. Peu après, Framta, roi de la partie nord du royaume, meurt, laissant Maldras sans concurrent pour régner sur la totalité du royaume suève.
Durant son règne, les conflits entre la population hispano-romaine locale et l'élite germaine se développent. Maldras est lui-même assassiné en 459. Son fils Rémismond lui succède.